# Nottjärnen (Ådals-Lidens socken, Ångermanland)
Nottjärnen är en sjö i Sollefteå kommun i Ångermanland och ingår i Ångermanälvens huvudavrinningsområde. Sjön har en area på 0,0769 kvadratkilometer och ligger 247,7 meter över havet.

## Delavrinningsområde
Nottjärnen ingår i det delavrinningsområde (705628-157079) som SMHI kallar för Mynnar i Uman. Medelhöjden är 253 meter över havet och ytan är 8,35 kvadratkilometer. Räknas de 6 avrinningsområdena uppströms in blir den ackumulerade arean 57,84 kvadratkilometer. Tågån som avvattnar avrinningsområdet har biflödesordning 3, vilket innebär att vattnet flödar genom totalt 3 vattendrag innan det når havet efter 147 kilometer. Avrinningsområdet består mestadels av skog (58 procent) och sankmarker (35 procent). Avrinningsområdet har 0,31 kvadratkilometer vattenytor vilket ger det en sjöprocent på 3,7 procent.